# Eucladodes achrorophilus
Eucladodes achrorophilus là một loài bướm đêm trong họ Noctuidae.